# Алханчуртский канал
Алханчуртский канал (ингуш. Ӏаьлаха-Чуртен ор, чечен. Iалхан-Чуртан канал) — обводнительный и оросительный канал на Северном Кавказе, проходит по территории Северной Осетии, Ингушетии и Чечни в Алханчуртской долине. Главный канал Алханчуртской межрайонной обводнительно-оросительной системы. Водозабор канала — в реке Терек. Разделяется на Западную и Восточную ветви. Длина канала до разделения на ветви составляет 66,4 км, полная длина вместе с ветвями — 182,4 км.
После постройки канала в нём стала заканчиваться река Ачалук.
Код объекта в Государственном водном реестре — 07020000222308200003054.

## История
Долина Алхан-Чурт являлась важным сельскохозяйственным районом, однако водных ресурсов было недостаточно для её полноценного орошения. Вопросы обводнения долины поднимались с 1858 года. В 1925 году начались проектно-изыскательные работы. В 1929 году началось строительство обводнительно-оросительной системы, завершившееся в 1939 году.
Для водозабора на реке Терек у села Алханчурт (Северная Осетия) была построена плотина. Расчётная пропускная способность плотины составила 450 м³/с. От плотины канал идёт на северо-восток. На втором километре воды канала текут по арочному акведуку, перекинутому через реку Камбилеевку. До разделения на ветви канал проходит через два тоннеля. У села Нижние Ачалуки на канале была построена ГЭС мощностью 15 тыс. кВт. За Нижними Ачалуками канал разделяется на Западную (64 км) и Восточную (116 км) ветви. Проектный расход воды в голове Западной ветви составляет 7,17 м³/с, площадь орошения — 12,4 тыс. га. Проектный расход воды в голове Восточной ветви составляет 8,5 м³/с, площадь орошения — 7 тыс. га. Проектная площадь орошения всего канала составляет 21,8 тыс. га.